# Lozengradți, Kărdjali
Lozengradți (în bulgară Лозенградци) este un sat în comuna Kirkovo, regiunea Kărdjali,  Bulgaria. 

## Demografie
Componența etnică a satului Lozengradți
     Bulgari (4,01%)
     Nicio identificare (95,98%)
     Altele (0%)
La recensământul din 2011, populația satului Lozengradți era de 224 locuitori. Nu există o etnie majoritară, locuitorii fiind  și bulgari (4,01%). Pentru 95,98% din locuitori nu este cunoscută apartenența etnică.